# Adam Tomasiak
Adam Tomasiak (født 15. februar 1953 i Biesal, Polen) er en polsk tidligere roer.
Ved OL 1980 i Moskva vandt Tomasiak (sammen med Grzegorz Stellak, Grzegorz Nowak, Ryszard Stadniuk og styrmand Ryszard Kubiak) en bronzemedalje for Polen i disciplinen firer med styrmand. Østtyskland og Sovjetunionen vandt guld og sølv. Ved de samme lege var Tomasiak en del af den polske otter, og han deltog også ved OL 1976 i Montreal.

## OL-medaljer
- 1980:  Bronze i firer med styrmand